# Parque nacional Limpopo

Croquis del Parque transfronterizo del Gran Limpopo

El Parque Nacional Limpopo ( en portugués: Parque Nacional do Limpopo) nació cuando el estado del Área de Utilización de Vida Silvestre de Coutada 16 en la provincia de Gaza, Mozambique, pasó de ser una concesión de caza a un área protegida. Forma parte del parque transfronterizo del Gran Limpopo con el parque nacional Kruger en Sudáfrica y el parque nacional de Gonarezhou en Zimbabue .

## Geografía
Administrativamente, el parque se divide entre el distrito de Chicualacuala (6.400 km²), el distrito de Massingir (2.100 km²) y el distrito de Mabalane (1.500 km²). El parque forma parte del parque transfronterizo del Gran Limpopo, un parque de la paz de 35.000 km² que une este parque, el parque nacional Kruger en Sudáfrica, el parque nacional de Gonarezhou, el Santuario Manjinji Pan y la zona de safari Malipati en Zimbabue, así como la zona entre Kruger y Gonarezhou, la tierra comunal Sengwe en Zimbabue y la región de Makuleke en Sudáfrica.

## Fauna silvestre
Este parque es el hogar de especies de mamíferos que incluyen elefantes, leones, perros salvajes del Cabo, leopardos, rinocerontes, ñus azules, hienas manchadas, búfalos del Cabo, mangostas, kudu, jirafas, cebras, oribi e hipopótamos.

## Historia
Con la ayuda de 42 millones de rands donados por Alemania, el nuevo parque se está desarrollando con vallas y unidades contra la caza furtiva. El parque está dividido en tres zonas de uso distintas: una zona turística, una zona silvestre y una zona de utilización de recursos (caza). En el sur se encuentra la presa de Massingir y la ciudad de Massingir, en el distrito de Massingir, que es la sede administrativa del nuevo parque, mientras que en el límite norte está el río Limpopo.
En 2001 se inició el traslado de un gran número de animales del parque nacional Kruger a un nuevo parque. El trabajo en el nuevo puesto fronterizo de Giriyondo entre Sudáfrica y Mozambique comenzó en marzo de 2004.
- Se construyeron la sede del parque y las viviendas del personal;
- Las primeras instalaciones turísticas se abrieron en septiembre de 2005 e incluyen el campamento de tiendas de campaña de Machampane, el sendero natural de Machampane, el sendero ecológico Shingwedzi 4 × 4, el campamento Aguia Pesqueira, la ryta para senderismo Massingir y el camping Albufeira.
- La segunda fase del desarrollo turístico en el parque comenzó a principios de 2008. Esto implicó el desarrollo de concesiones en las áreas de Boala y Madonse, así como una concesión adicional en Massingir;